# Przesiadłów
Przesiadłów – wieś w Polsce położona w województwie łódzkim, w powiecie tomaszowskim, w gminie Ujazd.
Podczas II wojny światowej, Niemcy utworzyli obóz pracy przymusowej dla Polaków i Żydów w miejscowym tartaku.
W latach 1975–1998 miejscowość administracyjnie należała do województwa piotrkowskiego.